# Шаблони заходів безпеки (Р-фрази)
Шабло́ни за́ходів безпе́ки (Р-фрази) (англ. GHS Precautionary Statements) входять до Узгодженої на глобальному рівні системи класифікації та маркування хімічних речовин (УГС). Вони призначені для формування набору стандартизованих фраз, що дають поради щодо правильного поводження з хімічними речовинами та сумішами, які можна перекласти на різні мови. Вони мають замінити загальновідомі S-фрази.
Шаблони заходів безпеки є одним із ключових елементів маркування контейнерів згідно з УГС. Також на етикетці мають бути присутні:
- Ідентифікація продукту
- Одна або кілька піктограм небезпеки (де це необхідно)
- Назва фірми, адреса та номер телефону постачальника
- Характеристики небезпеки, що вказують на характер та ступінь ризику, що становить продукт (Н-фрази)

Кожне твердження позначається кодом, починаючи з літери P і супроводжується трьома цифрами. P-фрази поділяються на три класи:
- P1xx — загальні заходи безпеки
- P2xx — заходи безпеки при запобіганні
- P3xx — заходи безпеки при реагуванні
- P4xx — заходи безпеки при зберіганні
- P5xx — заходи безпеки при утилізації

## Загальні заходи безпеки
- P101: Якщо необхідна рекомендація лікаря: мати при собі упаковку продукту або маркувальний знак
- P102: Тримати в місці, недоступному для дітей
- P103: Перед використанням прочитати текст на маркувальному знаку

## Заходи безпеки при запобіганні
- P201: Перед використанням отримати спеціальні інструкції
- P202: Не приступати до роботи доти, поки не прочитана і не зрозуміла інформація про заходи безпеки
- P210: Берегти від тепла/іскор/відкритого вогню/гарячих поверхонь. — Не палити
- P211: Не розпорошувати речовину на відкрите полум'я або інші джерела загоряння
- P220: Не допускати контакту/зберігати окремо від одягу/…/горючих матеріалів
- P221: Вжити всіх запобіжних заходів з метою уникнення змішування з легкозаймистими/…
- P222: Не допускати контакту з повітрям
- P223: Не допускати контакту з водою
- P230: Змочувати за допомогою…
- P231: Поводитися з продуктом в атмосфері інертного газу
- P232: Захищати від вологи
- P233: Тримати кришку контейнера щільно закритою
- P234: Зберігати тільки в контейнері заводу-виробника
- P235: Зберігати в прохолодному місці
- P240: Заземлити/Електрично з'єднати контейнер і приймальне обладнання
- P241: Використовувати вибухобезпечне електричне/вентиляційне/освітлювальне/…/обладнання
- P242: Використовувати тільки прилади, що не утворюють іскор
- P243: Вживати заходів безпеки проти статичного розряду
- P244: Не допускати потрапляння в редукційні клапани жирів і олій
- P250: Берегти від подрібнення/ударів/…/тертя
- P251: Не проколювати та не спалювати після використання
- P260: Не вдихати пил/дим/газ/туман/випари/розпорошену речовину
- P261: Уникати вдихання пилу/диму/газу/туману/випарів/розпорошеної речовини
- P262: Уникати потрапляння в очі, на шкіру чи на одяг
- P263: Уникати контакту в період вагітності/грудного вигодовування
- P264: Після роботи ретельно вимити…
- P270: Не приймати їжу, не пити і не палити в процесі використання цього продукту
- P271: Використовувати тільки на відкритому повітрі або в добре вентильованому місці
- P272: Не виносити забруднений одяг з робочого місця
- P273: Не допускати потрапляння в навколишнє середовище
- P280: Користуватися захисними рукавичками/захисним одягом/засобами захисту очей/обличчя
- P281: Використовуйте засоби індивідуального захисту відповідно до вимог
- P282: Користуватися термозахисними рукавичками/засобами захисту обличчя/засобами захисту очей
- P283: Користуватися вогнестійким/вогнетривким одягом
- P284: [При недостатній вентиляції] користуватися засобами захисту органів дихання.

## Заходи безпеки при реагуванні
Ці заходи безпеки об'єднуються по дві чи більше фрази; перша частина фраз позначає умову, коли потрібно вжити заходи безпеки, а друга частина повідомляє про те, які заходи треба вжити. Наприклад: P306+P360
, P305+P351+P338
, P235+P410
.
- P301: Проковтнувши:
- P302: При потраплянні на шкіру:
- P303: При потраплянні на шкіру (або волосся):
- P304: При вдиханні:
- P305: При потраплянні в очі:
- P306: При потраплянні на одяг:
- P307: При впливі:
- P308: У випадку впливу або занепокоєнні:
- P309: При впливі або поганому самопочутті:
- P310: Негайно звернутися в токсикологічний центр або до лікаря-фахівця/…
- P311: Звернутися в токсикологічний центр або до лікаря/…
- P312: Звернутися в токсикологічний центр/до лікаря…у випадку поганого самопочуття
- P313: Звернутися до лікаря
- P314: У випадку поганого самопочуття звернутися до лікаря
- P315: Негайно звернутися до лікаря
- P320: Вжити термінових спеціальних заходів (див. … на цьому маркувальному знаку)
- P321: Застосування спеціальних заходів (див. … на цьому маркувальному знаку)
- P330: Прополоскати рот
- P331: Не викликати блювання
- P332: У випадку подразнення шкіри:
- P333: Якщо відбувається подразнення шкіри або поява висипу:
- P334: Занурити руки в холодну воду/забинтувати вологою пов'язкою
- P335: Струснути окремі частинки зі шкіри
- P336: Розчинити замерзлі частинки теплою водою. Не терти уражену частину шкіри
- P337: Якщо подразнення очей не проходить:
- P338: Зняти контактні лінзи, якщо ви ними користуєтеся і якщо це легко зробити. Продовжити промивання очей
- P340: Винести пацієнта на свіже повітря і забезпечити йому повний спокій в зручному для дихання положенні
- P342: При наявності респіраторних симптомів:
- P351: Обережно промити водою протягом декількох хвилин
- P352: Промити великою кількістю води з милом/…
- P353: Промити шкіру водою/прийняти душ
- P360: Негайно промити забруднений одяг та шкіру великою кількістю води, потім зняти одяг
- P361: Зняти/видалити негайно увесь забруднений одяг
- P362: Зняти забруднений одяг і випрати його перед використанням
- P363: Випрати забруднений одяг перед подальшим використанням
- P364: Випрати забруднений одяг перед подальшим використанням
- P370: У випадку пожежі:
- P371: У випадку великої пожежі і великих кількостей:
- P372: Ризик вибуху у випадку пожежі
- P373: Не гасити пожежу у випадку поширення вогню на вибухові речовини
- P374: Гасити пожежу з достатньої відстані, дотримуючись звичайних запобіжних заходів
- P375: Гасити пожежу на відстані через наявність ризику вибуху
- P376: Зупинити витік безпечним чином
- P377: Займання газу при витоку: не гасити, якщо можливо ліквідувати витік безпечним чином
- P378: Для гасіння використовувати…
- P380: Залишити небезпечну зону
- P381: Безпечним способом усунути всі джерела займання
- P390: Абсорбувати розливи речовини, щоб не допустити пошкодження матеріалів
- P391: Ліквідація розливу.

## Заходи безпеки при зберіганні
- P401: Зберігати…
- P402: Зберігати в сухому місці
- P403: Зберігати в добре вентильованому місці
- P404: Зберігати у закритому контейнері
- P405: Зберігати під замком
- P406: Зберігати в корозійностійкому/…контейнері зі стійким внутрішнім покриттям
- P407: Забезпечити наявність повітряного прошарку між штабелями/піддонами
- P410: Берегти від сонячних променів
- P411: Зберігати при температурах не вище…°C /…°F
- P412: Берегти від впливу температур понад 50 °C/122 °F
- P413: Зберігати безтарні вантажі в кількостях понад…кг/…фунтів при температурах не вище…°C /…°F
- P420: Зберігати окремо від інших матеріалів
- P422: Зберігати контейнери в…

## Заходи безпеки при утилізації
- P501: Видалити вміст/контейнер у…
- P502: Надіслати на адресу заводу-виробника/постачальника запит на інформацію з рекуперації/рециклізації.